# Cubaris everesti
Cubaris everesti är en kräftdjursart som beskrevs av Albert Vandel 1973. Cubaris everesti ingår i släktet Cubaris och familjen Armadillidae. Inga underarter finns listade i Catalogue of Life.